# ThinkPad
ThinkPad là một dòng máy tính xách tay và máy tính bảng định hướng kinh doanh được Lenovo và trước đây là IBM thiết kế, phát triển, tiếp thị và bán. ThinkPad được biết đến với thiết kế tối giản, màu đen và hình hộp được thiết kế ban đầu vào năm 1990 bởi nhà thiết kế công nghiệp Richard Sapper, dựa trên khái niệm hộp cơm trưa Bento truyền thống của Nhật Bản, vốn chỉ tiết lộ những gì bên trong nó sau khi được mở ra. Theo các cuộc phỏng vấn sau đó với Sapper, ông cũng mô tả hình thức ThinkPad đơn giản là giống như một hộp xì gà đen đơn giản và với tỷ lệ tương tự mang đến sự 'bất ngờ' khi mở ra. 
Dòng ThinkPad được phát triển lần đầu tiên tại IBM Yamato Facility tại Nhật Bản, do Arimasa Naitoh, người hiện được mệnh danh là "cha đẻ" của ThinkPad. Những chiếc ThinkPad đầu tiên được phát hành vào tháng 10 năm 1992. Được coi là mang tính đổi mới, nó đã trở thành một thành công lớn cho IBM trong suốt thập kỷ đó.
ThinkPads đặc biệt phổ biến với các doanh nghiệp. Các mô hình cũ được tôn sùng bởi những người đam mê công nghệ, người sưu tập và người sử dụng năng lượng do thiết kế bền, giá trị bán lại tương đối cao và sự phong phú của các bộ phận thay thế hậu mãi.     Các bộ phận hậu mãi đã được phát triển cho một số kiểu máy này, với bo mạch chủ tùy chỉnh với bộ xử lý hiện tại được tạo cho X60 và X200. Máy tính xách tay ThinkPad đã được sử dụng ngoài vũ trụ và đến năm 2003, là máy tính xách tay duy nhất được chứng nhận sử dụng trên Trạm vũ trụ quốc tế.